# 電白郡
电白郡，中国南北朝时设置的郡。
南朝梁置电白郡，属高州。治所在电白县（今广东高州市东北四十里长坡镇南旧城村）。辖境相当今广东省高州市一带。南朝陈沿置，隋文帝开皇九年（589年）隋灭陈，废电白郡，电白县地入高州。